# NGC 584
NGC 584 é uma galáxia elíptica (E4) localizada na direcção da constelação de Cetus. Possui uma declinação de -06° 52' 02" e uma ascensão recta de 1 horas, 31 minutos e 20,5 segundos.
A galáxia NGC 584 foi descoberta em 10 de Setembro de 1785 por William Herschel.